# Plavuník Zeillerův
 Plavuník Zeillerův  (Diphasiastrum × zeilleri) je z čeledi plavuňovitých (Lycopodiaceae) patřících do oddělení plavuně (Lycopodiophyta). Je jeden z 16 druhů rodu Diphasiastrum a jejich četných kříženců. Samotný rod patří do příbuzenstva rodu plavuň (Lycopodium). Patří mezi silně ohrožené druhy.

## Popis rostliny
Plavuník Zeillerův má plazivý hlavní nezelený stonek. Oddenky rostou 1–10 cm pod povrchem země. Nadzemní vzpřímené větve jsou šedozelené a poměrně hustěji větvené než u plavuníku zploštělého (Diphasiastrum complanatum). Sterilní větve jsou často poněkud ojíněné, ploché, 1,8–2,4 mm široké se zřetelně nestejnými listy.
Břišní (ventrální) listy má menší než hřbetní dorzální), u nejmladších částí větví dosahují vrcholem k bázi následujícího listu. Hřbetní listy jsou úzce kopinaté, přibližně stejně široké jako shora viditelná část postranních listů.
Plavuník Zeillerův je pravděpodobně hybridogenního původu. Tento druh nese znaky plavuníku cypřišovitého (Diphasiastrum tristachyum) a plavuníku zploštělého (Diphasiastrum complanatum).
Plavuníky rostoucí v Česku si jsou velmi podobné, proto je třeba sledovat dostatečně vyzrálé větve, právě ty nesou rozlišovací znaky a jsou od mladších druhů často odlišné.

## Rozšíření
Tento druh se vyskytuje ve světlých borových lesích a pastvinách na kyselém substrátu. Vyskytuje se převážně v rámci řádu Piceetalia excelsae. Nejvýznamnější naleziště v ČR je v Lužických horách, zde je nezvěstný nebo vyhynulý.